# Alma (Kansas)
Alma es una ciudad ubicada en el condado de Wabaunsee en el estado estadounidense de Kansas. En el año 2010 tenía una población de 832 habitantes y una densidad poblacional de 554,67  personas por km².

## Geografía
Alma se encuentra ubicada en las coordenadas 39°0′56″N 96°17′21″O / 39.01556, -96.28917 (39.015637, -96.289050).

## Demografía
Según la Oficina del Censo en 2000 los ingresos medios por hogar en la localidad eran de $38,333 y los ingresos medios por familia eran $46,339. Los hombres tenían unos ingresos medios de $31,750 frente a los $21,094  para las mujeres. La renta per cápita para la localidad era de $16,245. Alrededor del 4.8% de la población estaban por debajo del umbral de pobreza.